# شوبك أكراش
قرية شوبك أكراش هي إحدى القرى التابعة لمركز ديرب نجم في محافظة الشرقية في جمهورية مصر العربية. حسب إحصاءات سنة 2006، بلغ إجمالي السكان في شوبك أكراش 5226 نسمة، منهم 2639 رجل و2587 امرأة.

## التاريخ
قرية شوبك أكراش من القرى القديمة، حيث وردت باسم «شوبك أكراش» في أعمال الشرقية ضمن قرى الروك الناصري التي أحصاها ابن الجيعان في كتاب «التحفة السنية بأسماء البلاد المصرية». وفي العصر العثماني وردت باسم «شوبك إكراش» في التربيع العثماني الذي أجراه الوالي العثماني سليمان باشا الخادم في عصر السلطان العثماني سليمان القانوني ضمن قرى ولاية الشرقية، وفي تاريخ 1228هـ/1813م الذي عدّ قرى مصر بعد المسح الذي قام به محمد علي باشا باسم «شوبك إكراش» ضمن قرى مديرية الدقهلية حيث انتقلت تبعية القرية إلى مديرية الدقهلية في تاريخ 1228هـ، ثم عادت حديثًا إلى محافظة الشرقية..